# Terras altas da Guatemala

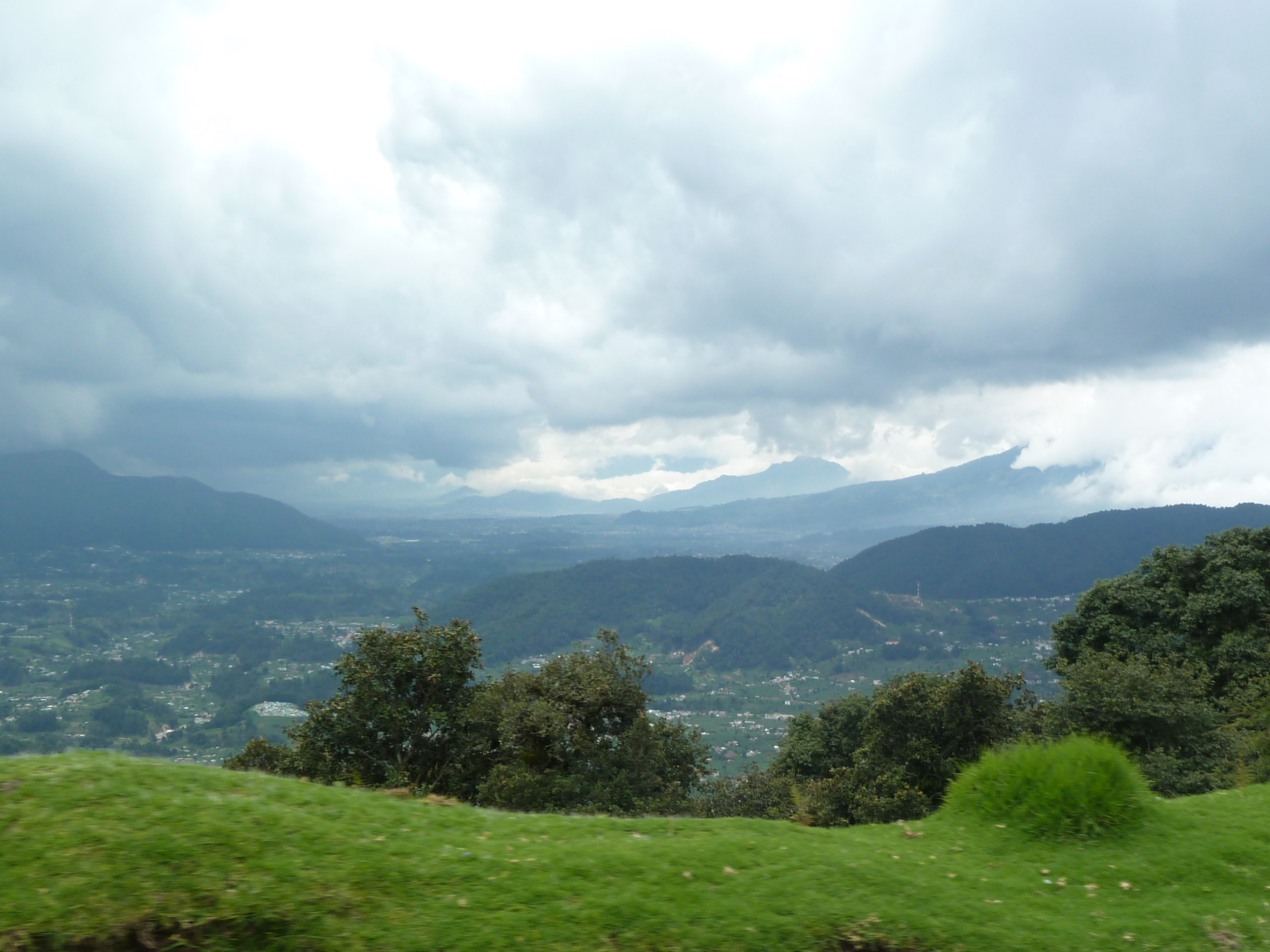
Highlands da Guatemala, vista de Buena Vista

As Highlands da Guatemala É uma região de montanha no sul da Guatemala, situada entre a Sierra Madre de Chiapas ao sul e Petén a planície ao norte. As Highlands são compostas por uma série de altos vales fechados por montanhas. O nome local para a região é  Altos , que significa "planalto", que inclui a declividade do norte da Serra Madre. A elevação média é maior no oeste (Altos de Quetzaltenango e menos no leste (Altos da Guatemala). Alguns dos riachos do Pacífico, declive na verdade, realmente sobem nas Highlands, e forçam um caminho através da Sierra Madre no fundo de ravinas profundas.
Um grande rio, o Chixoy ou rio Salinas, escapa para o norte em direção ao Golfo do México. O relevo do país montanhoso que fica ao norte das Highlands e drena para o Atlântico é variado por inúmeros terraços, cristas e underfalls; mas sua configuração geral é comparada por E. Reclus com o aparecimento de "Um mar tempestuoso quebrando em ondas paralelas". As faixas paralelas se estendem leste e oeste com uma ligeira curva sul em direção a seus centros. Uma faixa chamada Sierra de Chamá, que, entretanto, muda seu nome freqüentemente de um lugar a outro, golpeia para o leste para Belize, e é conectada por montes baixos com as montanhas de Cockscomb; Outro intervalo semelhante, a Sierra de Santa Cruz, continua a leste para o Cabo de Cocoli entre o Polochic e o Sarstoon; e um terceiro, o Sierra de las Minas ou, na sua parte oriental, Sierra del Mico, estende-se entre os rios Polochic e o Motagua. Entre Honduras e Guatemala, a fronteira é formada pela Sierra de Merendón.
Além das correntes que romper para o Pacífico, uma série de fluxos maiores que drenam para o Golfo do México ou o Mar do Caribe têm suas fontes nas Highlands. O rio Motagua, cuja principal cabeça é chamada Rio Grande, tem um curso de cerca de 250 milhas, e é navegável para dentro de 90 milhas da Cidade da Guatemala, que está situada em um de seus confluentes, o Rio de las Vacas. Esvazia-se no Golfo de Honduras, um braço do Caribe. De igual importância é o rio Polochic, que é cerca de 180 milhas de comprimento, e navegável cerca de 20 milhas acima do rio-porto de Telemán. Um grande número de cursos de água, entre os quais Chixoy, Lacantún, e Ixcán, se unem para formar o rio Usumacinta, que passa ao longo da fronteira mexicana, e fluindo através de Chiapas e Tabasco, cai na Baia de Campeche. O Grijalva e seus afluentes, os rios Cuilco e San Miguel drenam o oeste na Depressão de Chiapas, e de lá para o Golfo do México. O Lago Atitlan é uma bacia sem litoral englobada com altas montanhas. Cerca de 9 milhas ao sul da cidade da Guatemala o Lago Amatitlan com a cidade Amatitlán.
As Highlands têm uma longa história ocupacional, com muitos sítios arqueológicos Maia que incluem Zaculeu, Kaminaljuyu, Iximché, Mixco Viejo, Q'umarkaj, San Mateo Ixtatán, Chitinamit e muito mais.

## Geografia
Os climas do savana tropical têm a temperatura média mensal acima de 18 °C (64 °F) em cada mês do ano e tipicamente uma estação seca pronunciada, com o mês o mais seco que tem a precipitação menos de 60mm (2.36 in) de precipitação. O Classificação climática de Köppen subtipo para este clima é "Aw". (Clima tropical da Savana).